# Dimitri Mohamed
Dimitri Mohamed (Bully-les-Mines, 10 juli 1989) is een Frans profvoetballer met Algerijnse roots die bij voorkeur als middenvelder speelt. Mohammed komt sinds 2012 uit voor het Belgische Royal Excel Moeskroen.

## Carrière

### Jeugd en begin profcarrière
Mohammed zette op 5-jarige leeftijd zijn eerste voetbalstappen bij Avant Garde De Grenay. Na hier 3 jaar in de jeugdploegen gespeeld te hebben stapte hij over naar de jeugd van Espérance Calonne Liévin. In zijn eerste jaar bij de club werd hij opgemerkt door de jeugdscouts van de Franse profclub RC Lens. Na hier drie seizoenen in de jeugdploegen actief geweest te zijn besliste Mohammed terug te keren naar amateurclub Espérance Calonne Liévin. In 2007 debuteerde hij hier in het eerste elftal van de club. In 2010 werd hij opgemerkt door de Franse tweedeklasser Amiens SC dat besloot hem een profcontract aan te bieden. In zijn eerste seizoen bij Amiens werkte Mohammed zijn wedstrijden nog af bij het reservenelftal. In zijn tweede seizoen kreeg hij ook speelkansen in het eerste elftal.

### Moeskroen
Mohammed verliet in de zomer van 2012 Amiens om een contract te tekenen bij de Belgische tweedeklasser Royal Mouscron-Péruwelz. In zijn eerste seizoen bij de club wisselde hij geregeld van een plek in de basis naar een plek op de invallersbank. Mouscron-Péruwelz miste dat seizoen op een haar na de promotie naar het hoogste niveau, het seizoen werd uiteindelijk afgesloten op een tweede plaats in de rangschikking. In zijn tweede seizoen werd Mohammed een onbetwiste basispion in een seizoen waarin de club wel wist te promoveren. Mohammed promoveerde zo samen met Mouscron-Péruwelz naar de Belgische hoogste divisie. In 2016 veranderde de club zijn naam in Royal Excel Moeskroen. Op 28 juni 2018 verlengde Mohammed zijn contract bij Moeskroen met drie seizoenen tot de zomer van 2021. In het seizoen 2019/20 werd hij door coach Bernd Hollerbach aangeduid als aanvoerder van het team. Nadat Hollerbach de club na het seizoen verliet benoemde Fernando Da Cruz, de nieuwe coach, Alessandro Ciranni als nieuwe aanvoerder.
Ondanks dat Mohammed zijn opleiding als centrale middenvelder kreeg wordt hij bij Moeskroen ook vaak uitgespeeld op de positie van linksachter.

## Statistieken
| Seizoen | Club            | Land      | Competitie      | Duels | Doelp. |
| ------- | --------------- | --------- | --------------- | ----- | ------ |
| 2011/12 | Amiens SC       | Frankrijk | Ligue 2         | 16    | 0      |
| 2012/13 | Excel Moeskroen | België    | Tweede Klasse   | 17    | 1      |
| 2013/14 | Excel Moeskroen | België    | Tweede Klasse   | 30    | 2      |
| 2014/15 | Excel Moeskroen | België    | Eerste Klasse A | 14    | 0      |
| 2015/16 | Excel Moeskroen | België    | Eerste Klasse A | 16    | 1      |
| 2016/17 | Excel Moeskroen | België    | Eerste Klasse A | 32    | 0      |
| 2017/18 | Excel Moeskroen | België    | Eerste Klasse A | 35    | 5      |
| 2018/19 | Excel Moeskroen | België    | Eerste Klasse A | 26    | 2      |
| 2019/20 | Excel Moeskroen | België    | Eerste Klasse A | 16    | 1      |
| 2020/21 | Excel Moeskroen | België    | Eerste Klasse A | 20    | 2      |
| 2021/22 | Excel Moeskroen | België    | Tweede Klasse   | 7     | 1      |
| Totaal  | Totaal          | Totaal    | Totaal          | 228   | 15     |